# Śnieg (powieść)
Śnieg (tur. Kar) – powieść tureckiego pisarza Orhana Pamuka wydana w 2002 roku. W Polsce, w tłumaczeniu Anny Polat, wydało ją Wydawnictwo Literackie (2006).
Śnieg to opowieść o zderzeniu dwóch kultur: europejskiej i islamskiej, wiernie wpisana w realia współczesnego świata. Stała się międzynarodowym bestsellerem, a jej popularność jeszcze wzrosła po uhonorowaniu jej autora literacką Nagrodą Nobla w 2006. W 2004 New York Times umieścił ją na liście dziesięciu najlepszych książek roku. W 2021 Bartosz Szydłowski wyreżyserował w Teatrze Łaźnia Nowa w Krakowie spektakl Śnieg, będący adaptacją powieści.

## Opis fabuły
Po kilkuletniej emigracji we Frankfurcie do Turcji powraca poeta Ka. Za namową swojego przyjaciela wyrusza ze Stambułu do swojego rodzinnego miasteczka Kars w celu zbadania serii samobójstw dokonywanych przez młode muzułmanki. Ka dostrzega konflikt między laickim systemem rządów a tradycją religijną Turków. Zaczyna w nim kiełkować dawno zapomniana wiara, spotyka również swoją młodzieńczą miłość. Tytułowy śnieg nawiązuje do zimowej scenerii powieści oraz do tytułu tomiku wierszy bohatera.